# Ignacy Jan Wysoczański
Ignacy Jan Wysoczański (ur. 6 stycznia 1901 w Komarnikach, zm. 23 kwietnia 1975 w Kosewie) – polski duchowny pochodzenia łemkowskiego, zwierzchnik Polskiego Kościoła Starokatolickiego w nurcie obrządku wschodniego w latach 1965–1975.

## Życiorys
Ignacy Wysoczański urodził się w rodzinie greckokatolickiej. W czasie I wojny światowej w ramach bieżeństwa znalazł się w Kijowie, gdzie ukończył szkołę średnią. Następnie udał się do Krasnodaru, gdzie wstąpił do prawosławnego seminarium duchownego. Po odbyciu studiów filozoficzno-teologicznych w 1922 roku przyjął święcenia diakonatu w Żywej Cerkwi z rąk biskupa kubańskiego, Jana (Lewickiego). Według spisanego przez siebie życiorysu miał w tym okresie sympatyzować z bolszewikami i być przez krótki czas żołnierzem w konarmii Budionnego. Następnie przedostał się z ogarniętej wojną domową Rosji do Turcji. Przebywał w prawosławnym klasztorze św. Andrzeja w Stambule. W 1923 roku dzięki pomocy konsulatu polskiego udało mu się wyjechać do odrodzonej Rzeczypospolitej.
W 1923 roku Ignacy Wysoczański podjął starania o święcenia kapłańskie w prawosławnej eparchii wileńskiej i litewskiej. Metropolita Eleuteriusz (Bogojawleński) skierował go na formację do monasteru w Małych Zahajcach. Przyszły prezbiter porzucił szybko życie mnisze i prawosławie. W 1924 roku powrócił do katolicyzmu i związał się z ruchem neounickim. We Lwowie podjął kształcenie w greckokatolickim studium redemptorystów we Lwowie, a następnie w seminarium greckokatolickim w Dubnie.
1 lipca 1930 roku Ignacy Wysoczański otrzymał święcenia diakonatu sub conditione z rąk biskupa pomocniczego archidiecezji lwowskiej, Nikity Budki i rozpoczął pracę misjonarza neounickiego w Horochowie. W 1931 roku wystąpił jednak z Ukraińskiego Kościoła Greckokatolickiego i zgłosił akces do Starokatolickiego Kościoła Rzeczypospolitej Polskiej. 6 października 1931 roku z rąk biskupa Władysława Farona otrzymał święcenia prezbiteratu.
W 1932 roku za swoje godzące w dobre imię Kościoła postępowanie został wykluczony z szeregu kapłanów Polskiego Kościoła Starokatolickiego. Przystąpił wówczas do organizującej się na ziemiach polskich wspólnoty starokatolickiej biskupa Józefa Zielonki, który 30 lipca 1932 roku udzielił mu święceń kapłańskich sub conditione i wyznaczył proboszczem parafii Starokatolickiej Obrządku Wschodniego w Twerdyniu.
W 1933 roku Ignacy Wysoczański ogłosił się administratorem diecezji łuckiej Wschodniego Prawowiernego Katolickiego Kościoła Apostolskiego, a podległej jurysdykcyjnie biskupowi Eugeniuszowi Kupskiemu. W tym czasie wielokrotnie zmieniał miejsce swojego pobytu. Prowadził działalność kapłana wagabundy w wielu miejscowościach na Zamojszczyźnie i Wołyniu. Jednocześnie bezskuteczne starał o przyjęcie w szeregi duchowieństwa archidiecezji lwowskiej Kościoła ormiańskokatolickiego. W 1936 roku za nielegalne udzielane ślubów i rozwodów został skazany na 3,5 roku więzienia. W zakładzie penitencjarnym przebywał do 1939 roku. Początkowo więziony był w Łucku, a później w Samborze.
Po wkroczeniu wojsk radzieckich na teren Polski 17 września 1939, Ignacy Wysoczański wraz z dużą grupą Polaków został wzięty do niewoli. Zaocznym wyrokiem sądu w Moskwie został skazany na 17 lat pracy na Syberii w Workucie. Po kilku miesiącach pracy został zwolniony, a następnie dostał przydział do II Korpusu Polskiego generała Władysława Andersa. Kiedy w 1942 roku armia polska dotarła do Teheranu, ks. Wysoczański znalazł się w obozie cywilnym na terenie tego miasta. Później wyjechał do Afryki Wschodniej. Został kapelanem prawosławnym w Tengeru. Podczas pobytu na uchodźstwie, 8 sierpnia 1943 roku przyjął sakrę biskupią z rąk koptyjskiego arcybiskupa Konstantynopola Curielasa oraz biskupa Kalamazisa. Konsekracja miała miejsce w kościele anglikańskim w Ndola.
Po skończonej wojnie w 1947 jako biskup Kościoła starokatolickiego wizytował placówki w różnych zakątkach świata. W tym czasie podlegał ponownie pod jurysdykcję biskupa Józefa Zielonki. Do Polski powrócił 12 lutego 1948 roku i podjął ponownie współpracę z Polskim Kościołem Starokatolickim.
19 lutego 1948 roku został nominowany biskupem sufraganem Polskiego Kościoła Starokatolickiego. 19 marca 1948 Zygmunt Szypold konsekrował go sub conditione na biskupa. Od maja 1948 bp Ignacy Wysoczański mieszkał w Łodzi, gdzie znajdowała się Kuria Biskupia Polskiego Kościoła Starokatolickiego. W tym czasie został współpracownikiem Urzędu Bezpieczeństwa. Został zarejestrowany jako TW pod pseudonimem Pioter.
Przed 1957 bp Wysoczański został podniesiony do godności arcybiskupa metropolii warszawsko-olsztyńskiej. Następnie 20 marca 1957 arcybiskupa Wysoczańskiego mianowano także biskupem Kościoła Wschodniego Starego Obrządku na terenie całej Polski. Współpracę z Cerkwią białokrynicką Wysoczański rozpoczął w 1953; otrzymał wówczas kilka modlitewników w języku cerkiewnosłowiańskim. Uzyskał ponadto od popowców rumuńskich jurysdykcję na teren Europy zachodniej, Stanów Zjednoczonych, Litwy, Łotwy i Kanady. 29 marca 1957 został mianowany przez abp starokatolickiego Węgier i Czechosłowacji Tomasza Fehérvárya także arcybiskupem i Metropolitą Kościoła Starokatolickiego na Węgrzech i Czechosłowacji. W 1957 zawarto między Kościołem na Węgrzech a Kościołem w Polsce Unię, przy czym każdy Kościół był autonomiczny. 24 kwietnia 1961 powstał jeden Kościół, którego zwierzchnikiem był abp Ignacy Jan Wysoczański.
W 1961 abp Ignacy Wysoczański przeprowadził się do Kosewa, gdzie w 1969 zakupił domek jednorodzinny. W Kosewie udało się zorganizować grupę wiernych, która założyła stowarzyszenie pod nazwą Chrześcijańska Misja Filantropii Pokoju Świata, które to w 1962 odbyło swój I Synod. 21 października 1962 abp Wysoczański zwrócił się do Prezydium Wojewódzkiej Rady Narodowej w Olsztynie o zarejestrowanie go jako duchownego Staroobrzędowego Kościoła Wschodniego w Polsce, co dawałoby nadzieję na przejęcie podupadającego klasztoru żeńskiego w Wojnowie. Wniosek odrzucono.
Pod koniec życia ks. bp Zygmunt Szypold przesłał do abp Wysoczańskiego list, w którym upoważnił go do zwierzchnictwa nad Polskim Kościołem Starokatolickim w przypadku swojej śmierci. List abp Wysoczański uzyskał w lutym 1964. W dniach 12-15 sierpnia 1964 zorganizowano Synod Powszechny Kościoła Starokatolickiego w Kosewie. W drugim dniu obrad, 13 sierpnia, zebrani księża uchwalili zgodnie z rezolucją Kościoła Starokatolickiego we Wrocławiu z dnia 5 sierpnia 1952 r. zatwierdzoną przez ks. bpa Z. Szypolda, że jego następcą jest Ignacy Jan Wysoczański. Ponadto stwierdzono na Synodzie, że jedynym spadkobiercą władzy Kościoła Starokatolickiego po śp. bpie Zygmuncie Szypoldzie w PRL jest abp Ignacy Jan Wysoczański. W czasie Synodu powołano skład nowej kapituły arcybiskupa:
- Ks. arcybiskup – Ignacy Wysoczański
- Ks. biskup – Józef Dobrochowski
- Ks. biskup sufragan – Władysław Kochciuk
- Ks. mgr infułat wikariusz generalny – Cezary Glatzel
- Ks. infułat dziekan – Franciszek Szymkowiak
- Ks. biskup sufragan – Bogdan Filipowicz
- Sekretarz kancelarii – Katarzyna Ratajska

W tym czasie kościół liczył ok. 130 wiernych. Kościół przyjął nazwę "Chrystusowego Kościoła Starokatolickiego".
Niecały rok później, abp Wysoczański usunął ze swoich struktur m.in. Bogdana Filipowicza i grupę duchownych, którzy dzięki braku legalizacji Kościoła Starokatolickiego w Polsce kontynuowali samozwańczo misję Kościoła, nadając sobie wyszukane tytuły i urzędy.
Według tajnej notatki SB sakrę biskupią z rąk abp. Wysoczańskiego otrzymali:
1. Bogdan Filipowicz,
2. Stanisław Kaczmarek,
3. Krzysztof Józef Fornagiel,
4. Henryk Tymoteusz Marciniak,
5. Franciszek Staszek,
6. Klaudiusz Perendyk,
7. Alojzy Robert Brózda,
8. Tadeusz Gorgol.

Święcenia kapłańskie otrzymali: 
1. Bogdan Jan Smólski,
2. Tadeusz Henryk Szczepański,
3. Stanisław Mazur
4. Marian Józef Deker,
5. Franciszek Szymkowiak,
6. Artur Dulny.

Śmierć ks. bpa Zygmunta Szypolda w 1964 dla władz komunistycznych była pretekstem do zawieszenia działalności Kościoła. Mimo zakazania działalności Kościoła, po 1965 wspólnota wciąż była aktywna. W tym czasie pojawiły się głosy o nieważności sakry biskupiej Ignacego Wysoczańskiego, a sam zainteresowany nie posiadał wiążących dokumentów na ten temat. Mimo to Ignacy Wysoczański w swoim mniemaniu nadal pozostawał biskupem. Po odebraniu wszelkich praw Kościołowi starokatolickiemu, ks. abp Wysoczański starał się wielokrotnie o uzyskanie osobowości prawnej dla Kościoła staroobrzędowego, jednak wszelkie próby były z góry torpedowane przez aparat państwowy.
Pod koniec 1971 w Kosewie i w powiecie mrągowskim nie mieszkali już żadni wyznawcy Kościoła staroobrzędowego. Po śmierci abpa Ignacego Wysoczańskiego w 1975 tradycje Kościoła wschodniego kultywował następca abpa Wysoczańskiego, ks. bp Jakub Malczewski (1936–1990).

## Literatura
- Krzysztof Bielawny, Ignacy Wysoczański – biskup Kościoła Starokatolickiego i Kościołów wschodnich [z: bp Jacek Jezierski, Biskup – prezbiter – diakon. Perspektywa polskokatolicka i rzymskokatolicka, Olsztyn 2008], s. 187-200
- Krzysztof Biliński, Ks. Andrzej Huszno – między starokatolicyzmem i indianizmem (dostęp internetowy)
- Stefan Pastuszewski, Kapłan wagabunda na Zamojszczyźnie 2013
- Krzysztof Bielawny, Proces sądowy ks. bpa Ignacego Wysoczańskiego w 1958 r., "Studia Ełckie" nr 9 (2007), ss. 79-91.
- Zoja Jaroszewicz-Pieresławcew Иоанн — епископ Восточной старообрядческой церкви в Польше // Известия Уральского федерального университета. Серия 2. Гуманитарные науки. 2020. Том 22, № 3 (200)